# Anne Collette
Anne Collette, Anne Marie Collette, est une actrice française née le 10 mars 1935 à Saint-Denis de La Réunion. Elle est la sœur du sculpteur François Collette et la tante du comédien Yann Collette.

## Filmographie
- 1955 : Futures Vedettes de Marc Allégret : Marion
- 1956 : En effeuillant la marguerite de Marc Allégret : la secrétaire
- 1958 : Sois belle et tais-toi de Marc Allégret : Prudence
- 1959 : Images pour Baudelaire de Pierre Kast
- 1959 : Tous les garçons s'appellent Patrick ou Charlotte et Véronique de Jean-Luc Godard : Charlotte
- 1959 : Les Affreux de Marc Allégret : Adèle
- 1960 : Le Bel Âge de Pierre Kast : Marie, la secrétaire
- 1960 : La Morte-Saison des amours de Pierre Kast
- 1960 : Charlotte et son jules de Jean-Luc Godard : Charlotte
- 1961 : L'Éventail de Lady Windermere de François Gir : Madame Cowper-Cowper
- 1966 : Un printemps en Hollande (Ochtend van zes weken, Een) de Nikolai van der Heyde : Annette
- 1967 : Who's That Knocking at My Door parfois intitulé I Call First de Martin Scorsese : la jeune fille en rêve
- 1968 : Drôle de jeu de Pierre Kast et Jean-Daniel Pollet